# Skrzypłocz

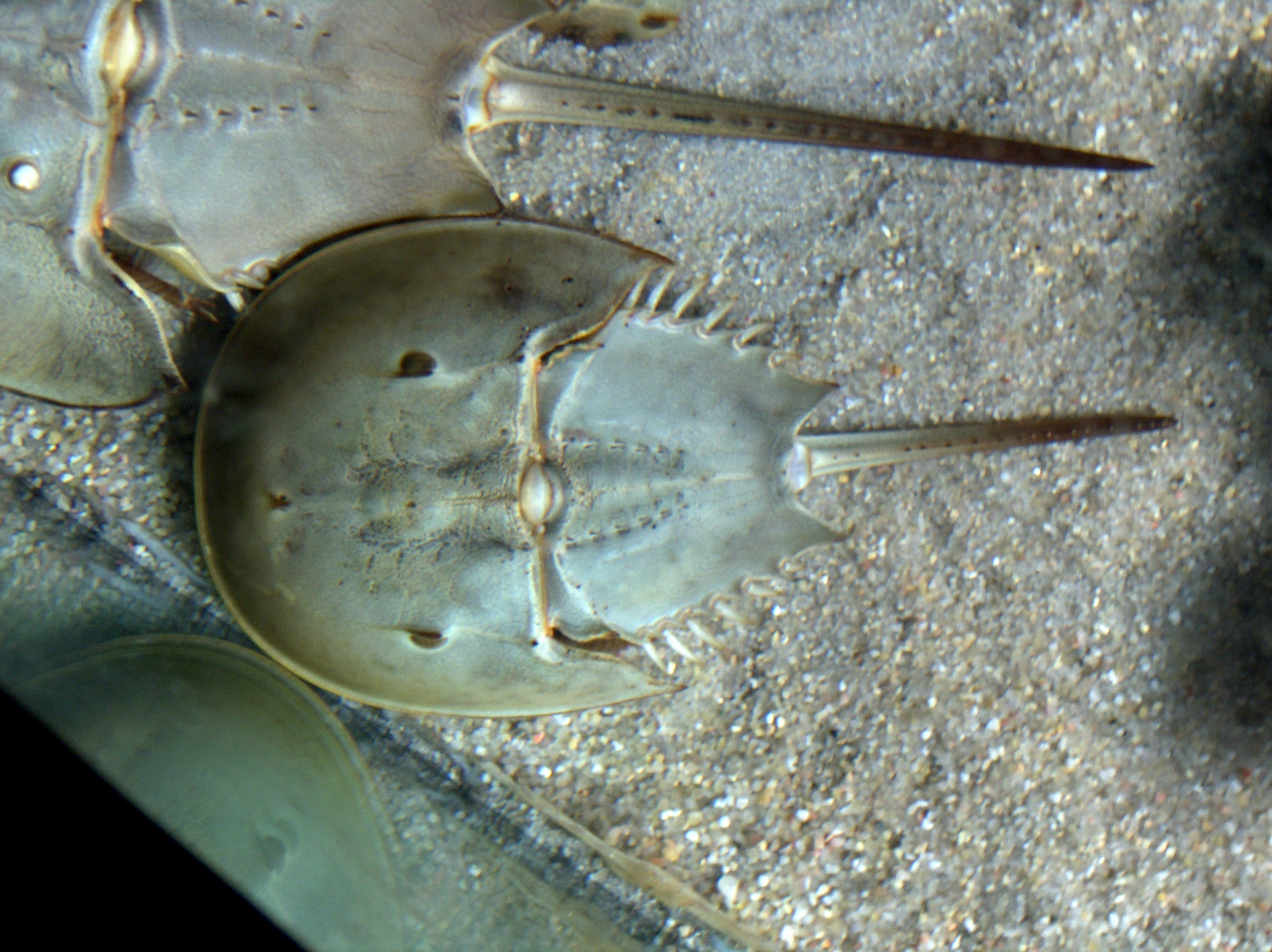
Skrzypłocze w akwarium

Skrzypłocz (Limulus), nazywany też mieczogon – rodzaj obejmujący kilka reliktowych gatunków staroraków. Polską nazwą mieczogony lub skrzypłocze określa się często także cały rząd ostrogonów (Xiphosura), istniejący od środkowej części syluru, tzn. od około 425 mln lat (wenlok). Jednak współczesne rodzaje skrzypłoczy są taksonami młodymi geologicznie.

## Budowa
Pancerz skrzypłoczy jest dwudzielny. Przednią część (prosoma, głowotułów) tworzy 6–7 segmentów bardzo silnie zrośniętych, a tylną (opistosoma, odwłok) 10 segmentów, trochę słabiej zrośniętych tak, że widać słabą segmentację. Na końcu opistosomy znajduje się długi kolec ogonowy (telson). U kopalnych przedstawicieli skrzypłoczy pancerz był, podobnie jak u współczesnych, chitynowy, prawie bez złogów węglanów czy fosforanu wapnia, dlatego ich pancerze zachowują się tylko w wyjątkowo sprzyjających okolicznościach. Osiągają do 60 cm długości i 4,5 kg wagi. Mają dziewięcioro oczu, w tym wielosoczewkowe oczy (do prawie 1000 soczewek w każdym) położone na obu bokach głowotułowia oraz 5 oczu na środku głowotułowia i dwoje na spodniej części, blisko otworu gębowego. Pojedyncze fotoreceptory znajdują się również na telsonie. Dobrze widzą nawet w ciemności pod wodą. Odnóża skrzypłocza: pod głowotułowiem znajduje się 6 par, z tego pierwszą tworzą szczękoczułki z kleszczami, druga nogogłaszczki (pedipalpy), a pozostałe pełnią funkcję kroczne, ale także służą jako szczęki. Pod odwłokiem znajduje się 7 par odnóży – pięć tylnych używanych jest do pływania i jednocześnie jako skrzela, a dwie przednie pełnią głównie funkcje genitalne. Skrzypłocze wykluwają się z jaj.

## Występowanie
Skrzypłocze występują w Oceanie Atlantyckim u wybrzeży Ameryki Północnej i Środkowej oraz przy azjatyckich brzegach Pacyfiku, najbardziej znanym ich gatunkiem jest Limulus polyphemus. Formy kopalne zasiedlały także wody słodkie.

## Odżywianie
Skrzypłocze są stawonogami mięsożernymi i żywią się pierścienicami oraz nagimi mięczakami.

## Oddychanie
Oddychają skrzelami.

## Krew
Podobnie jak u wielu skorupiaków (Crustacea) krew skrzypłoczy ma barwę niebieską, a czynnikiem transportującym tlen w organizmie jest hemocyjanina, a nie hemoglobina.
Krew skrzypłoczy ma specyficzną właściwość reagowania na endotoksyny produkowane przez bakterie Gram-ujemne: w kontakcie z nimi natychmiast wytwarza widoczne gołym okiem „agregaty obronne”, otaczające drobnoustroje i natychmiast je niszczące. Dzięki temu w ciągu kilku sekund wiadomo, czy powierzchnia lub przedmiot potarte krwią skrzypłocza-mieczogona są pirogenne lub zainfekowane bakteriami oraz jak dużo jest tych bakterii. Cechą istotną krwi jest to, że sama również jest jałowa i wolna od znanych bakterii. Niebieska krew zachowuje swe antybakteryjne właściwości nawet rozcieńczona w pewnej ilości jałowej, destylowanej wody.
Ze względu na niewielką populację tych zwierząt oraz ograniczony teren ich występowania, krew do produkcji testerów bakteryjnych pozyskiwana jest od mieczogonów w podobny sposób, jak to robi się u krwiodawców, czyli tak, aby dawca przeżył procedurę pobrania krwi i mógł krew oddawać również w przyszłości. Obecnie płyn testujący z domieszką krwi skrzypłoczy jest wytwarzany przez firmy ze Stanów Zjednoczonych, Japonii oraz Chin.
Testy bakteryjne wykonane z krwi skrzypłoczy wykorzystywane są m.in. w przemyśle kosmicznym do natychmiastowego kontrolowania jałowości podzespołów szykowanych do ekspedycji w sondach kosmicznych, w razie podejrzenia o kontaminację.

## Systematyka
Rodzaj Limulus obejmuje 6 gatunków:
- Limulus polyphemus Linneusz, 1758 – jedyny gatunek występujący współcześnie
- Limulus coffini† Reeside & Harris, 1952
- Limulus darwini† Kin & Błażejowski, 2014 – został odkryty w Polsce
- Limulus priscus† Münster, 1839
- Limulus woodwardi† Watson, 1909